# André Dunoyer de Segonzac
André Dunoyer de Segonzac, född Boussy-Saint-Antoine 7 juli 1884, död 17 september 1974, var en fransk målare och grafiker. 
Han arbetade också med franska armens kamouflage under första världskriget. 
Dunoyer de Segonzac utgick från modernistgruppen Les Fauves. Han har i olja och akvarell utfört motiv från Ile-de-France och Provence och även graverat en mängd landskapsbilder. Dunoyer de Segonzac har även illustrerat ett flertal bokverk.